# Continuation bet

Le continuation bet ou « mise de continuation » est un terme anglais spécifique au poker, plus précisément dans les jeux à cartes communes (Texas hold'em, Omaha). Il s'agit d'une mise effectuée au flop par le relanceur initial, de taille généralement comprise entre 1/2 pot et le pot entier.
Au Texas hold'em, en général, un joueur n'améliore sa main de façon substantielle qu'une fois sur trois au maximum. La mise de continuation a pour effet de forcer l'adversaire à se coucher suffisamment souvent. Si l'adversaire se couche une fois sur trois, une mise de 2/3 de la taille du pot est à espérance nulle, même si le miseur abandonne le coup lorsque la mise est payée. Il s'agit donc d'un coup pratiquement automatique. Cependant, l'exécution ou non de la mise de continuation dépend de la position, de la texture du board, des tendances de l'adversaire et enfin de la main du relanceur. Une mise de continuation hors position est dangereuse car un adversaire averti parlant en dernier peut simplement payer cette mise en espérant voler le coup plus tard, puisqu'il sait que le miseur initial a des grandes chances d'avoir un jeu faible.
On fait donc un continuation bet pour deux raisons principales :
- Pour la valeur de notre main : par exemple avec AA sur un flop A72 tricolore.
- Pour prendre le pot tout de suite : par exemple avec 89 sur un flop KT2. Hors position cela peut être cependant assez risqué.

Le fait de miser indépendamment de la force de sa main rend un joueur moins lisible.
Les facteurs suivants rendent la mise de continuation moins efficace, et la présence d'un ou plus de ces facteurs la rendent négative :
- Un grand nombre de joueurs au flop (à partir de trois)
- L'absence de position (parler en premier)
- Un board dangereux (ex. 9JT avec trois cœurs), c'est un critère très important en Omaha
- Des adversaires qui payent de façon très large

La mise de continuation peut également être réalisée au turn si personne ne mise au flop (généralement contre des adversaires ayant des tendances trop larges au flop), ou plus rarement à la river.
On peut répondre de plusieurs manières à la mise de continuation : le float consiste à payer la mise de continuation (de préférence en position) dans le but de voler le coup plus tard (généralement au turn). Une défense possible contre le float est le double barrel, qui est une mise au turn effectuée en plus de la mise de continuation.